# Ciocolată Dubai
Ciocolata Dubai (în engleză Dubai chocolate ) este un baton de ciocolată umplut cu cataif și fistic. În 2024, a stârnit interesul pe rețelele sociale. Creatorul este producătorul de ciocolată Fix Dessert Chocolatier din Emiratul Dubai; acolo fiind sub numele de marcă „Can't Get Knafeh of It”.

## Istoric
Ciocolata Dubai a fost dezvoltată în 2021 de Sarah Hamouda, fondatoarea Fix Dessert Chocolatiers din Dubai. A fost creată prin experimente cu ciocolată și fistic și a obținut atenția internațională când a devenit viral în decembrie 2023 printr-un videoclip TikTok al influenceriței alimentare Maria Vehera.
În vara și toamna anului 2024, ciocolata Dubai a devenit o modă în Europa, care a fost susținută de răspândirea pe rețelele de socializare, în special pe TikTok și Instagram. Influencerii și creatorii de alimente cu un număr mare de urmăritori au contribuit semnificativ la popularitate prin prezentarea produselor de ciocolată ca bunuri de consum luxoase și subliniind în special „efectul crunch” (crocant) al umpluturii. Tendința s-a răspândit ulterior în întreaga lume. Cererea de ciocolată Dubai a crescut brusc și în Franța. Prințul ereditar al Dubaiului, Hamdan bin Mohammed Al Maktoum, a avut o varietate creată cu propriul său brand pe etichetă.
Din cauza modei, câțiva producători de ciocolată cunoscuți, precum Lindt⁠(d), au inclus ciocolata Dubai în gama lor, dar s-a epuizat rapid. În unele cazuri, alte produse, precum turtă dulce, înghețată sau chiar cârnați, sunt acum comercializate ca produse „în stil Dubai”, prin umplere sau garnitură cu cataif și fistic.

## Ingrediente
Ciocolata folosită de obicei este cea cu lapte integral sau, alternativ, ciocolata neagră. Ciocolata originală este produsă de producătorul elvețian Max Felchlin AG⁠(d). Umplutura este formată din cataif prăjit și tocat („păr de înger”), fistic tocat sau produse din fistic (cremă/pastă) și uneori Tahini⁠(d) (pastă de susan).

## Utilizarea termenului de „ciocolată Dubai”
Potrivit Oficiului German de Brevete și Mărci, la 4 decembrie 2024, în Germania existau un total de 19 cereri de mărci comerciale active care includeau termenul „Dubai” în legătură cu produsele de cofetărie. Peste 30 de cereri similare de mărci comerciale de ciocolată au fost înregistrate în Europa. Termenul „ciocolată Dubai” este folosit în mod obișnuit pentru a descrie o variantă de ciocolată cu cremă de fistic și cataif. Deoarece Emiratele Arabe Unite nu sunt membre ale acordului internațional pentru protecția denumirilor de origine, termenul de „ciocolată Dubai” nu intră sub protecția legii referitoare la Indicația Geografică Protejată.

## Critică
Producătorii de ciocolată au atribuit prețul ridicat al batonului, care era între 10 și 20 de euro în toamna anului 2024, costurilor mari de achiziție ale cremei de fistic folosite și a producției artizanale. Cu toate acestea, experți independenți, inclusiv reprezentanți ai centrelor de consiliere pentru consumatori au pus la îndoială caracterul adecvat al acestui preț. Deosebit de evidențiată a fost discrepanța dintre prețul recomandat de vânzare cu amănuntul al ediției speciale Lindt limitate de 14,99 EUR și prețurile de până la 2 900 EUR pe care vânzătorii privați le cer pe internet.
Rapoartele din presă au speculat dacă marketingul viral din jurul ciocolatei a fost inițiat în mod special de o campanie de îmbunătățire a imaginii Emiratelor Arabe Unite pentru a deplasa din atenția publică de pe plan internațional situația controversată a drepturilor omului din acest stat.
S-a evidențiat ca fapt pozitiv că, mai ales la începutul tendinței, tinerii făceau mai mult cumpărături în cofetăriile artizanale clasice în loc să apeleze la ciocolată produsă industrial. În ceea ce privește cantitatea, ciocolata Dubai nu este mai scumpă decât ciocolata convențională sau multe alte produse din ciocolată. În plus, efectul asumat al reclamei pentru emiratul Dubai a fost pus la îndoială.